# Anata Nashi de wa Ikite Yukenai
- あなたなしでは生きてゆけない (Romaji: Anata Nashi de wa Ikite Yukenai, tên dịch ra tiếng Anh là I Can't Live Without You) là Single đầu tiên của nhóm Berryz Koubou thuộc Hello! Project. Nó được phát hành vào ngày 3, tháng 3, năm 2004, với nhãn hiệu PICCOLO TOWN và số Catalog là PKCP-5036.
- Một bản DVD Single V của bài hát được phát hành vào ngày 13, tháng 3, năm 2004 với cùng nhãn hiệu và số Catalog PKBP-5016.

## Credit
- Sáng tác lời: Tsunku
- Dàn dựng: AKIRA

## Danh sách bài hát trên CD
1. あなたなしでは生きてゆけない (Romanji: Anata Nashi de wa Ikite Yukenai)
2. BERRY FIELDS
3. あなたなしでは生きてゆけない (Instrumental) (Anata Nashi de wa Ikite Yukenai (Bản nhạc khí))

## Danh sách bài hát trên Single V
1. あなたなしでは生きてゆけない (Romanji: Anata Nashi de wa Ikite Yukenai)
2. あなたなしでは生きてゆけない (Dance Shot Version) (Anata Nashi de wa Ikite Yukenai (Bản vũ đạo))
3. メイキング映像 (Quá trình dàn dựng)

## Những buổi biểu diễn trên truyền hình
- Ngày 04, tháng 03, năm 2004 AX MUSIC TV
- Ngày 05, tháng 03, năm 2004 Music Station
- Ngày 07, tháng 03, năm 2004 Hello! Morning
- Ngày 11, tháng 03, năm 2004 Utaban

## Những buổi biểu diễn phối hợp
- 2004 Natsu First Concert Tour "W Stand-by! Double U & Berryz Koubou!"
- Berryz Koubou Live Tour 2005 Shoka Hatsu Tandoku ~Marugoto~
- Berryz Koubou Live Tour 2005 Aki ~Switch ON!~
- Hello☆Pro Party~! 2005 ~Matsuura Aya Captain Kouen~ - Kago Ai, Ohtani Masae, Shibata Ayumi
- Berryz Koubou Concert Tour 2006 Haru ~Nyoki Nyoki Champion!~ - Natsuyaki Miyabi, Sugaya Risako
- 2007 Sakura Mankai Berryz Koubou Live ~Kono Kandou wa Nidoto Nai Shunkan de Aru~
- Berryz Koubou Concert 2007 Haru ~Zoku Sakura Mankai Golden Week Hen~

## Bảng xếp hạng và doanh thu trênOricon
| T. Hai | T. Ba | T. Tư | T. Năm | T. Sáu | T. Bảy | C. Nhật | Xếp hạng trong tuần | Lợi nhuận hàng tuần |
| ------ | ----- | ----- | ------ | ------ | ------ | ------- | ------------------- | ------------------- |
| -      | 10    | 16    | -      | -      | -      | -       | 18                  | 9.252               |
| -      | -     | -     | -      | -      | -      | -       | 67                  | 2.288               |
| -      | -     | -     | -      | -      | -      | -       | 83                  | 1.482               |
| -      | -     | -     | -      | -      | -      | -       | 124                 | 904                 |
| -      | -     | -     | -      | -      | -      | -       | 73                  | 1.389               |

Tổng doanh thu: 15.315

## Linh ta linh tinh
- PV này đã được dựng thành phim tại Saitama Super Arena.

## Liên kết khác
- Danh mục bài hát của Berryz Koubou từ UP-FRONT WORKS: CD Lưu trữ ngày 8 tháng 9 năm 2012 tại Wayback Machine, DVD Lưu trữ ngày 8 tháng 9 năm 2012 tại Wayback Machine
- Lời bài hát từ trang projecthello.com: Anata Nashi de wa Ikite Yukenai, BERRY FIELDS
- Dịch lời bởi Megchan: BERRY FIELDS Lưu trữ ngày 29 tháng 7 năm 2009 tại Wayback Machine

### Đặt hàng tại
- CD: Amazon JP, Yes Asia[liên kết hỏng], CD Japan
- Single V DVD: Amazon JP, Yes Asia[liên kết hỏng], CD Japan